# Шайгородский, Юрий Жанович
Ю́рий Жа́нович Шайгоро́дский  (укр. Юрій Жанович Шайгородський; род. 1 января 1960, Украинская ССР, СССР) — советский и украинский политолог и социальный психолог. Доктор политических наук, кандидат психологических наук, профессор. Заместитель директора по научной работе Института политических и этнонациональных исследований им. И. Ф. Кураса Национальной академии наук Украины.
Первый вице-президент Ассоциации политических наук Украины. Президент Украинского центра политического менеджмента. Главный редактор научных журналов «Политический менеджмент» и «Социальная психология».

## Биография
Родился 1 января 1960 года.
В 1981 году окончил Одесский государственный университет им. И. И. Мечникова.
В 1992 году окончил аспирантуру Института молодежи и защитил диссертацию на соискание учёной степени кандидата психологических наук по теме «Психологические особенности ценностных ориентаций девочек и мальчиков подросткового возраста» (специальности: 19.00.11 — психология личности и 19.00.05 — социальная психология); научный руководитель — доктор психологических наук, профессор, заведующий кафедрой социальной и дифференциальной психологии РУДН А. И. Крупнов; официальные оппоненты — доктор психологических наук, профессор И. В. Дубровина, кандидат психологических наук, профессор А. Ю. Панасюк.
В 1998 году окончил докторантуру Института психологии им. Г. С. Костюка АПН Украины.
В 2009 году в Институте политических и этнонациональных исследований имени И. Ф. Кураса НАН Украины защитил диссертацию на соискание учёной степени доктора политических наук по теме «Политика: взаимодействие реальности и мифа» (специальность 23.00.01 — теория и история политической науки); научный консультант — доктор философских наук, профессор, член-корреспондент НАН Украины Н. И. Михальченко; официальные оппоненты — доктор политических наук, профессор М. А. Шульга, доктор политических наук С. Ю. Римаренко, и доктор политических наук М. Н. Розумный.
Более 20 лет стажа научной и научно-педагогического работы, в том числе в высших учебных заведениях III—IV уровня аккредитации.
Работал главным консультантом Секретариата Верховной Рады Украины, заместителем руководителя Управления внутренней политики Администрации Президента Украины, начальником Управления по связям с общественностью Секретариата Кабинета Министров Украины. В Институте политических и этнонациональных исследований им. И. Ф. Кураса НАН Украины работает с апреля 2011 года — в должности главного научного сотрудника отдела теории и истории политической науки, с июля 2020 года — заместителя директора по научной работе.
Главный редактор (с 2001) журналов «Политический менеджмент» и «Социальная психология», внесенных в перечень рецензируемых научных изданий для опубликования основных результатов диссертаций по политическим, историческим, психологическим, философским и социологическим наукам. Заместитель председателя редакционной коллегии сборника научных трудов «Современная украинская политика», член редакционных коллегий ряда украинских научных изданий: «Украинский социум», «Образование региона: Политология. Психология. Коммуникации», «Человек и политика», «Публичное управление: теория и практика».
Член Координационного совета по реализации на Украине Международного партнерства «Открытое Правительство», входит в состав научно-экспертного совета при Министерстве образования и науки Украины,
Академик Академии наук высшей школы Украины. Академик, член правления Украинской академии политических наук.
Член национального комитета международной организации Платформа «Диалог Евразия».
Член специализированных ученых советов по защите диссертаций на соискание ученой степени доктора (кандидата) политических наук в Институте политических и этнонациональных исследований им. И. Ф. Кураса НАН Украины, в Национальном педагогическом университете им. М. П. Драгоманова, в Национальном университете «Одесская юридическая академия».
Автор более 200 научных и учебно-методических работ, в том числе монографий и учебных пособий для студентов высших учебных заведений. Научный редактор и составитель более 20 книжных и 150 периодических научных изданий. 

Круг научных интересов: теория и история политической науки, политическая мифология, политические партии, избирательные технологии, аксиология, политическая и социальная психология, психология личности, социальные институты и общественные отношения, мировоззренческие проблемы украинского общества.

## Награды и отличия
Орден «За заслуги» ІІІ степени (2021)Заслуженный работник образования Украины (2008). Знак отличия Министерства образования и науки Украины «За научные достижения», почетный знак Министерства семьи, молодежи и спорта Украины «За активную общественную деятельность», знак отличия НАН Украины «За профессиональные достижения». Государственный служащий 3 ранга (2004).

## Научные труды

### Монографии
- Москаленко В., Шайгородский Ю. Ж., Мищенко Е. Экономическая культура личности: социально-психологический аспект : [монография]. — К.: Центр социальных коммуникаций, 2012. — 347 с.[6]
- Туленков Н., Шайгородский Ю. Ж. Политика социальной защиты : [монография] / . — Киев : Центр социальных коммуникаций, 2011. — 184 с.
- Политика: взаимодействие реальности и мифа : [монография] / Ю. Ж. Шайгородский / НАН Украины, Институт политических и этнонациональных исследований им. И. Ф. Кураса. — К.: Знания Украины, 2009. — 400 с., 500 экз.[7]
- Власть и общество: диалог через общественные советы: [монография] / [Шайгородский Ю. Ж., Андрийчук Т. С. и др.; под общ. ред. Шайгородского Ю. Ж.] ; USAID. К.: ПАЛИВОДА, 2011. 147 с. : табл., рис. — 1000 экз.[8]
- Политические партии Украины : в 3 т. / сост. Ю. Шайгородский . — К.: Укр. центр политического менеджмента, 2005. / Т.1. — 876 с.; Т.2. — 900 с.; Т.3. — 872 с. (укр.), 500 экз.[9]
- Верховный Совет Украины ІV созыва: Передвыборные программы / авт.-сост. Ю. Шайгородский. — К.: Украинский центр политического менеджмента, 2002. — 566 с.— 1500 экз.[10]
- Выборы '98: документы, статистические данные, анализ / ред. Ю. Шайгородский. — Харьков : Форт, 1998. — 636 с. — 5000 экз.[11]
- Шайгородский Ю. Ж. Точка отсчета : Методики личност. и социал.- психол. диагностики учителя. — Омск : Обл. ассоц. «Интеллектика», 1992. — 37 с. — (Серия «Психологическая служба школы» / Обл. ассоц. «Интеллектика»). — 10000 экз.[12]

### Учебные пособия
- Цыба В., Шайгородский Ю. Ж. Социальная психология : учеб. пособие для студ. высших уч. завед. — Полтава : Дивный мир, 2009. — 336 с.[13]
- Туленков Н., Чувардинский А., Шайгородский Ю. Современный менеджмент (теории, концепции, модели): науч. пособ. для студ. ВУЗов. — Полтава: Интер Графика, 2008. — 376 с.

### Статьи
- Шайгородский Ю. Ж. Мифология как средство моделирования политической реальности // Вече: журнал Верховного Совета Украины. — 2009. — № 15. — С. 35-38.
- Шайгородский Ю. Ж. Синдром политической прокрастинации: причины и последствия // Политический менеджмент: науч. журнал / глав. ред. Ю. Ж. Шайгородский. — 2013. — № 59. — С. 16-29.